# Bordușani
Bordușani è un comune della Romania di 5 206 abitanti, ubicato nel distretto di Ialomița, nella regione storica della Muntenia.
Il comune è formato dall'unione di 2 villaggi: Bordușani e Cegani.